# Henri XIV Reuss de Schleiz
Titre
Prince Reuss branche cadette
11 juillet 1867 – 29 mars 1913
(45 ans, 8 mois et 18 jours)
Henri XIV Reuss (en allemand Heinrich XIV., Fürst Reuß zu Schleiz), né le 28 mai 1832 à Cobourg et mort le 29 mars 1913 à Schleiz, est prince de Schleiz du 11 juillet 1867 jusqu'à sa mort. Il est également régent de la principauté de Greiz du 19 avril 1902 jusqu'à ce que son fils Henri XXVII, prenne la régence des deux principautés le 15 octobre 1908.

## Biographie

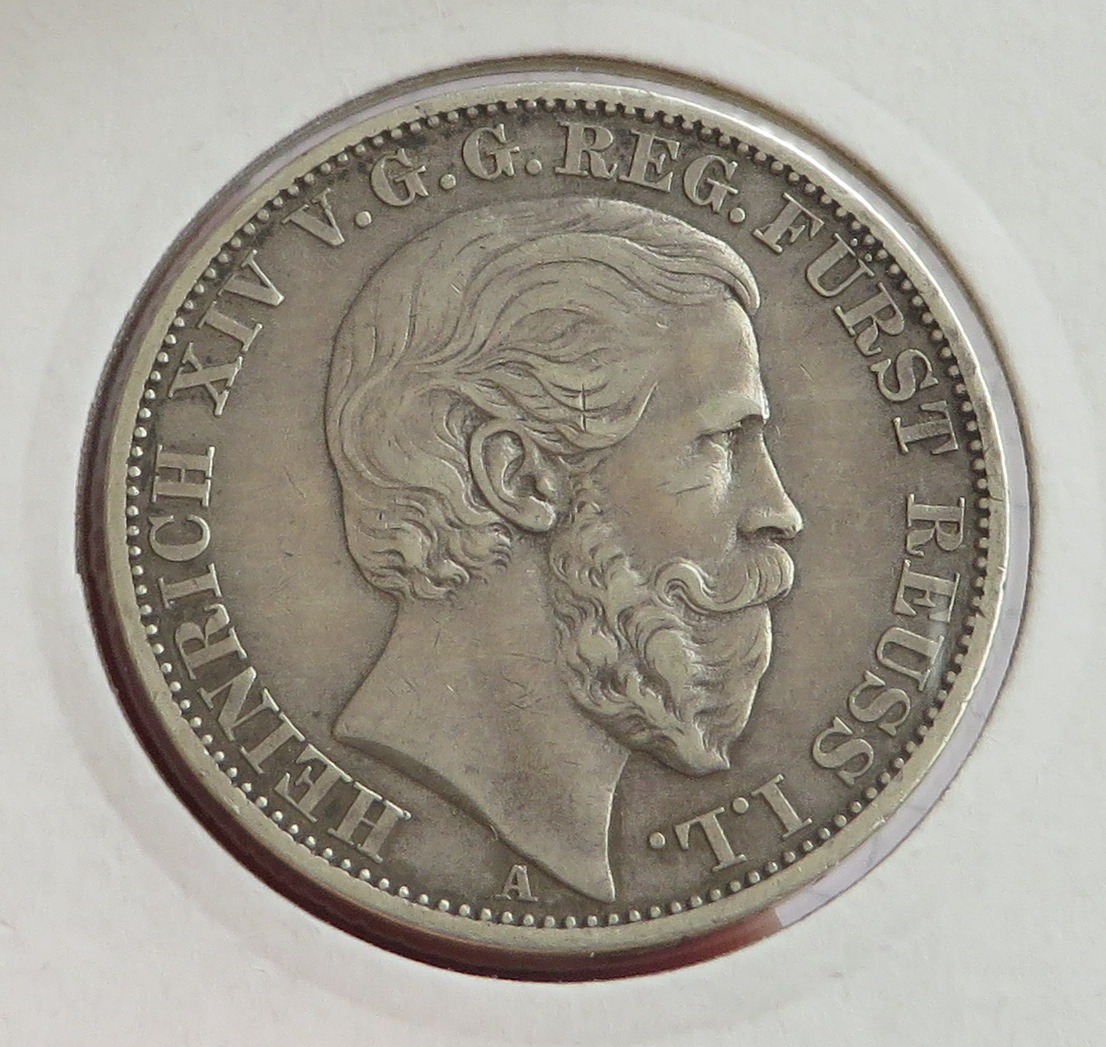
Portrait d'Henri XIV sur un Vereinsthaler de 1868.

Henri XIV est le fils aîné d'Henri LXVII Reuss de Schleiz (1789-1867) et de sa femme Adélaïde Reuss d'Ebersdorf (1800-1880), fille du prince Henri LI Reuss d'Ebersdorf (1761-1822).
Henri XIV étudie au lycée de Meiningen et le 23 mars 1850, il devient sous-lieutenant dans le contingent fédéral princier reussien, où il effectue un service pratique pendant quelques mois. À partir de la fin octobre 1850, il étudie l'histoire et l'histoire du droit à l'université de Bonn. Le 9 août 1853, Henri XIV rejoint le service prussien et y sert dans le 1er régiment à pied de la Garde jusqu'à son départ le 27 juin 1859.
Il se tient à la suite de l'armée prussienne, dans laquelle il commande le 4e bataillon de chasseurs à pied magdebourgeois avec le rang de général d'infanterie. Henri XIV est également chef du 13e bataillon de chasseurs à pied dans l'armée saxonne.
Après son accession au trône, il fonde en 1869 de la croix d'honneur reussoise, l'ordre de la maison Reuss.
Le 19 avril 1902, il prend la régence de la principauté de Greiz, car après la mort d'Henri XXII, la principauté n'a plus de dirigeant apte à gouverner (Henri XXIV est gravement invalide à la suite d'un accident). En tant que régent, Henri XIV met fin à l'orientation anti-prussienne de la politique et dissout toutes les institutions anti-impériales.

## Mariages et descendance
Henri XIV épouse le 6 février 1858 à Carlsruhe-en-Haute-Silésie, Agnès de Wurtemberg (1835-1886), fille d'Eugène de Wurtemberg (deuxième ligne silésienne) et d'Hélène de Hohenlohe-Langenbourg. Le couple a deux enfants :
1. Henri XXVII (1858-1928), qui épouse le 11 novembre 1884 à Langenbourg Élise de Hohenlohe-Langenbourg (en) (1864-1929), dont descendance.
2. Élisabeth (1859-1951), qui épouse le 17 novembre 1887 à Gera Hermann de Solms-Braunfels (1845-1900).

Le 14 février 1890, Henri XIV épouse à Leipzig dans un mariage morganatique Friederike Graetz (1851-1907), qui est élevé à la noblesse pour l'occasion et titrée dame de Saalburg. Avec elle, il a un enfant :
1. Henri de Saalburg (1875-1954), qui épouse le 23 avril 1924 à Hambourg Margarethe Grönwoldt (1893-1965).